# Sridevi
Sridevi, née le 13 août 1963 à Sivakasi (Inde) et morte le 24 février 2018 à Dubaï (Émirats arabes unis), est une actrice et productrice indienne.
Elle commence sa carrière dès l'âge de quatre ans et tourne plus de 250 films tant en hindi, en tamoul, en télougou qu'en malayalam, devenant l'actrice indienne la plus célèbre des années 1980. Après Judaai sorti en 1997, elle interrompt sa carrière pendant quinze ans puis revient sur les écrans en 2012 avec English Vinglish. Elle était l’une des célébrités indiennes les plus puissantes d’Asie du Sud et d’Asie du Sud Est.

## Biographie
Sridevi, de son vrai nom Shree Amma Yanger Ayyapan, est née à Sivakasi dans l'État du Tamil Nadu, le 13 août 1963. Elle grandit dans une famille aisée où on parle aussi bien le tamoul que le télougou. Son père Ayyapan est avocat et sa mère Rajeswari s’occupe de sa sœur Srilatha et d’elle. Elle interrompt rapidement ses études pour se consacrer à sa carrière.

### Carrière

#### Inde du Sud
Issue d'un milieu totalement étranger au cinéma, c'est par hasard que Sridevi, à peine âgée de quatre ans, tourne dans Kandan Karunai (A.P. Nagarajan), film mythologique tamoul dans lequel elle interprète le dieu Murugan enfant. L'expérience lui plaît et elle continue à jouer des petits rôles dans des films tamouls, télougous puis malayalams. Elle obtient son premier rôle important en 1976 dans Moondru Mudichu (Kailasam Balachander) aux côtés de deux superstars du cinéma du Sud, Kamal Hassan et Rajnikanth. Par la suite elle retrouve à plusieurs reprises les deux acteurs et tout particulièrement Kamal Hassan avec lequel elle forme l'un des couples de cinéma les plus appréciés, tournant ensemble 23 films parmi lesquels on peut citer 16 Vayathinile (Kailasam Balachander, 1977), Sigappu Rojakkal (Bharathi Raja, 1978) et Moondram Pirai (Balu Mahendra, 1982). Elle enchaîne les succès atteignant la consécration avec Pathinaru Vayathinile (Bharatiraja, 1977), premier film tamoul tourné hors des studios.
Parallèlement, Sridevi mène une carrière très active dans le cinéma télougou où elle tourne fréquemment sous la direction de K. Raghavendra Rao avec des célébrités régionales telles N.T. Rama Rao, A. Nageswara Rao ou Krishna. Elle est également très présente sur les plateaux kéralais où elle travaille souvent avec le réalisateur I.V. Sasi et rencontre le succès avec des films comme Aadhyapaadam, Aalinganam, Kuttavum Sikshaiyum, Aa Nimisham.
À la fin des années 1970 et au début des années 1980, Sridevi est une superstar incontestée et omniprésente dans le cinéma du sud de l'Inde où elle tourne 15 à 20 films par an.

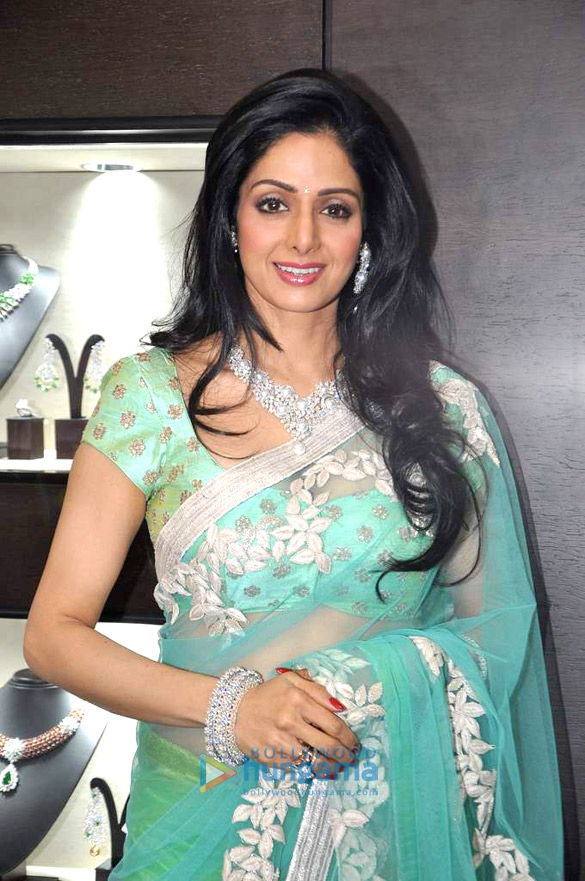
SriDevi en 2012.

#### Bollywood
Les deux premiers films hindis tournés par Sridevi s'avèrent décevants : le premier, Julie (1975) ne lui offre qu'un rôle secondaire et le second, Solva Saawan (1978) est un échec commercial. Elle attend donc d'avoir bien installé sa carrière dans le Sud, et que celles d'Hema Malini et de Rekha déclinent, avant d'accepter Himmatwala (K. Raghavendra Rao, 1983). C'est le succès : son apparition en maillot de bain lui vaut le sobriquet de Thunder Thighs (« Cuisses voluptueuses »).
La même année sort Sadma (Balu Mahendra, 1983), remake hindi de Moondram Pirai où elle retrouve Kamal Hassan. Elle y interprète le personnage d'une jeune femme qui retombe en enfance à la suite d'un accident et qu'un timide instituteur sauve d'une maison close pour la soigner tendrement. Le film est apprécié par la critique mais boudé par le public. Cela incite Sridevi à poursuivre dans des films plus légers où elle apporte la touche glamour indispensable à toute production de Bollywood, tâche dont elle s'acquitte avec une grande efficacité aux côtés d'acteurs tels qu'Amitabh Bachchan ou Jeetendra avec lequel elle tourne 19 films.
En 1986 sort Nagina (Harmesh Malhotra) dans lequel elle marque les esprits grâce à son étonnante et sensuelle interprétation de La danse du serpent (Main Teri Dushman Dushman tu Mera Main Nagin Tu Sapera). L'année suivante elle remporte un fabuleux succès dans Mr. India de Shekhar Kapur : face à Anil Kapoor elle sait s'y montrer aussi séductrice dans Hawa Hawai que drôle dans son imitation de Charlie Chaplin. Avec ces films, Sridevi devient la reine incontestée de Bollywood, les scénaristes écrivent pour elle et elle est l'actrice la mieux payée du cinéma indien.
L'année 1989 la voit apparaître dans Chandni, une fantaisie de Yash Chopra puis dans Chaalbaaz de Pankaj Parashar dans lequel elle interprète deux sœurs jumelles. Ce double rôle lui permet de recevoir enfin le Filmfare Award de la meilleure actrice, prix qu'elle reçoit de nouveau deux ans plus tard pour sa prestation dans Lamhe de Yash Chopra. Elle y joue les rôles de la femme aimée vainement par Anil Kapoor, puis de sa fille dont il tombe également amoureux à son corps défendant. Comme elle l'avait fait dans Moondram Pirai et Sadma, Sridevi excelle dans l'interprétation d'une femme enfant dans ce film sensible et impeccablement réalisé, considéré comme une des plus grandes réussites de Yash Chopra et que la critique encense. Contrairement à l'habitude, malgré son échec commercial en Inde, il est couronné de cinq prix aux Filmfare Awards 1992.
Malgré quelques succès - Gumrah (1993), Laadla (1994) et Deva Raagam (1996) - les années suivantes sont surtout celles des échecs ou des demi-réussites, Sridevi se voyant progressivement éclipsée par Madhuri Dixit. Elle tourne Judaai (Raj Kanwar) en 1997 puis, comme il est de tradition pour les actrices indiennes, met un terme à sa carrière après son mariage. Cependant Sridevi reste l'une des plus grandes stars du cinéma indien : ayant tourné dans des films en hindi, en tamoul, en télougou et en malayalam, elle s'est imposée aussi bien au public d'Inde du Nord qu'à celui du Sud, qui restent nettement distincts.
Après 15 ans d'absence, Sridevi fait un retour remarqué sur les écrans en 2012 avec English Vinglish, premier film de Gauri Shinde. Elle y interprète une mère de famille indienne expatriée aux États-Unis qui s'émancipe grâce à la fréquentation d'un cours d'anglais pour adultes. Son dernier film, Mom, de (2017) lui vaut le prix 2018 de la meilleure actrice à l'International Indian Film Academy.

### Mort
Le 24 février 2018, Sridevi se noie accidentellement, dans la baignoire de la suite 2201 de l'hôtel Jumeirah Emirates Towers à Dubaï, aux Émirats arabes unis,. Après une courte enquête de police visant à déterminer les causes de sa mort, son corps est rapatrié à Bombay le 27 février 2018 dans le jet privé du groupe Reliance,. Il est exposé quelques heures le lendemain pour un hommage public où se pressent anonymes et célébrités du cinéma. Sridevi est crématisée au crématorium Vile Parle Seva Samaj le 28 février 2018 selon un rite hindouiste.

### Vie privée
Le 2 juin 1996, Sridevi épouse le producteur Boney Kapoor, devenant ainsi la belle-sœur d'Anil Kapoor, avec lequel elle a tourné à de nombreuses reprises. Le couple a deux filles, Jhanvi et Khushi, qui portent les prénoms des héroïnes de Judaai (1997) et Hamara Dil Aapke Paas Hai (2000), films produits par leur père.

## Filmographie

### Actrice

#### Cinéma

##### Années 1967-
- 1967 : Kandan Karunai : Muruga enfant
- 1969 : Kulavilakku
- 1969 : Kumara Sambhavam
- 1969 : Nam Naadu

##### Années 1970
- 1970 : Agni Pareeksha
- 1970 : En Annan : child Thangam
- 1970 : Maa Nanna Nirdoshi
- 1970 : Sabarimala Shri Dharmasastha : child artist
- 1970 : Swapnangal
- 1971 : Adi Parasakthi : Lord Murugan
- 1971 : Bharya Biddalu
- 1971 : Naa Thammudu
- 1971 : Nenu Manishine
- 1971 : Poombatta
- 1971 : Shrimanthudu
- 1972 : Amma Mata
- 1972 : Badi Panthulu
- 1972 : Bala Bharatam : Dussala
- 1972 : Kanimuthu Papa
- 1972 : Raj Mahal
- 1972 : Rani Mera Naam
- 1972 : Teerthayatra
- 1972 : Vasantha Maligai
- 1973 : Baal Mahabharat : Dushala (en tant que Baby Sridevi)
- 1973 : Bhakta Tukaram
- 1973 : Bharatha Vilas : Child Artiste (non crédité)
- 1973 : Bheema Mera Haathi : Child actress
- 1973 : Mallamma Katha
- 1973 : Marapurani Manishi
- 1973 : Prarthanai
- 1974 : Avalukku Nigar Avale
- 1974 : Bhakta Kumbhara
- 1974 : Devi Shri Kaumariamman
- 1974 : Thirumangalyam : Baby Shanti
- 1975 : Anuragalu : Jyothi
- 1975 : Devudulanti Manishi
- 1975 : Ee Kalapu Pillalu
- 1975 : Julie : Irene
- 1975 : Yashoda Krishna : Krishna (child)
- 1976 : Abhinandanam
- 1976 : Alinganam
- 1976 : Ashirvadam
- 1976 : Kuttavum Shikshayum
- 1976 : Moondru Mudichu
- 1976 : Padavoyi Bharatheeyuda
- 1976 : Thulavarsham
- 1976 : Yashoda Krishna : Krishna (child)
- 1977 : A Nimisham
- 1977 : Aadu Puli Atham
- 1977 : Adyapadam
- 1977 : Akale Aakasam
- 1977 : Amme Anupame
- 1977 : Angikaram
- 1977 : Antardhanam
- 1977 : Bangarakka
- 1977 : Gayatri
- 1977 : Kavikuyil
- 1977 : Nalumani Pookkal
- 1977 : Nirakudam
- 1977 : Oonjal
- 1977 : Pathinaru Vayathinile : Mayil
- 1977 : Sainthadamma Sainthadu
- 1977 : Satyavan Savithri
- 1977 : Vezhambal
- 1978 : Avalude Ravukal
- 1978 : Ayiram Janmangal
- 1978 : Elaya Rani Rajalakshmi
- 1978 : Ganga Yamuna Kaveri
- 1978 : Ithu Eppadi Irukku
- 1978 : Kannan Oru Kai Kuzhandhai
- 1978 : Machanai Parthingala
- 1978 : Manitharil Ithanai Nirangala
- 1978 : Mudichooda Mannan
- 1978 : Padaharella Vayasu : Malli
- 1978 : Pilot Premnath
- 1978 : Priya
- 1978 : Radhai Ketra Kannan
- 1978 : Rajavukku Etha Rani
- 1978 : Sakka Podu Podu Raja
- 1978 : Sigappu Rojakkal : Sarada
- 1978 : Taxi Driver
- 1978 : Vanakathukuria Kathaliye
- 1979 : Arumbugal
- 1979 : Buripalem Bullodu
- 1979 : Dharma Yuddham
- 1979 : I Love You
- 1979 : Kalyanaraman : Shenbagam
- 1979 : Karthika Deepam
- 1979 : Kavariman
- 1979 : Muddula Koduku
- 1979 : Naan Oru Kayi Parkiren
- 1979 : Neela Malargal
- 1979 : Pagalil Oru Iravu
- 1979 : Pattakkatti Bairavan
- 1979 : Samajaniki Saval
- 1979 : Sigappukkal Mookuthi
- 1979 : Solva Sawan : Mehna
- 1979 : Thayillamal Nannilai
- 1979 : Vetagadu
- 1979 : Yerra Gulabi

##### Années 1980
- 1980 : Aatagadu
- 1980 : Adrushtavanthudu
- 1980 : Bangaru Bhava
- 1980 : Chuttalunnaru Jagratha
- 1980 : Devudichina Koduku
- 1980 : Gajadonga
- 1980 : Gharana Donga
- 1980 : Guru
- 1980 : Johnny : Archana
- 1980 : Kaksha
- 1980 : Mama Allula Saval
- 1980 : Mosagadu
- 1980 : Prema Kanuka
- 1980 : Ram Robert Rahim
- 1980 : Rowdy Ramudu Kinte Krishnudu
- 1980 : Sandhya
- 1980 : Sardar Papa Rayudu
- 1980 : Satyavandhudhu
- 1980 : Varumayin Niram Sigappu
- 1980 : Vishwa Roopam
- 1981 : Aakali Rajyam
- 1981 : Aggirava
- 1981 : Balanagamma
- 1981 : Bhoga Bhagyalu
- 1981 : Daiva Thirumanangal
- 1981 : Gadasari Attaha Sosagara Kodalu
- 1981 : Gharana Gangulu
- 1981 : Guru Shishyulu
- 1981 : Illalu : Jyothi
- 1981 : Kondaveeti Simham
- 1981 : Meendum Kokila
- 1981 : Mr & Mrs Malini Iyer
- 1981 : Prema Simhasanam
- 1981 : Premaabhishekam : Devi
- 1981 : Puli Bidda
- 1981 : Rani Kasularangamma
- 1981 : Ranuva Veeran
- 1981 : Satyam Shivam : Parvati ('Pilika Jadda')
- 1981 : Shankarlal
- 1982 : Aadi Vishnulu
- 1982 : Andagadu
- 1982 : Anuraga Devatha
- 1982 : Bangaru Bhoomi
- 1982 : Bangaru Kanuka
- 1982 : Bangaru Koduku
- 1982 : Bobbili Puli
- 1982 : Daiviyin Thiruvilaiyadal
- 1982 : Devatha
- 1982 : Ek Jugnu
- 1982 : Justice Chowdhary
- 1982 : Kalavari Samsaram
- 1982 : Krishnarajunulu
- 1982 : Krishnavataram
- 1982 : Moondram Pirai : Bhagyalakshmi / Viji
- 1982 : Pokkiri Raja
- 1982 : Prema Nakshatram
- 1982 : Shamsher Shankar
- 1982 : Thanikkattu Raja
- 1982 : Vayyari Bhamulu Vagalamari Bhartulu
- 1982 : Vazhve Mayam : Devi (en tant que Sri Devi)
- 1983 : Adavi Simhalu
- 1983 : Adutha Varisu
- 1983 : Devi Sridevi : Sridevi
- 1983 : Himmatwala : Rekha S. Bandookwala
- 1983 : Jaani Dost : Shaloo
- 1983 : Justice Chaudhury : Rekha
- 1983 : Kalaakaar : Radha Khanna
- 1983 : Kirai Kotigadu
- 1983 : Lanke Bindelu
- 1983 : Mawaali : Julie
- 1983 : Muddula Mogudu
- 1983 : Mundadugu
- 1983 : Rama Rajyamlo Bheermaraju
- 1983 : Ramudu Kadu Krishnudu
- 1983 : Sadma : Nehalata Malhotra
- 1983 : Sandhippu
- 1983 : Shri Ranganeethulu
- 1983 : Simham Navindi
- 1983 : Trisulam
- 1983 : Urantha Sankranthi
- 1984 : Aakhri Sangram : Pushpa
- 1984 : Akalmand : Priya
- 1984 : Amme Narayana
- 1984 : Inquilaab : Asha A. Nath
- 1984 : Jaag Utha Insan : Sandhya
- 1984 : Johny Ustad
- 1984 : Kanchu Kagada
- 1984 : Khabardar
- 1984 : Kodetharachu
- 1984 : Love In Singapur
- 1984 : Maqsad : Bharati
- 1984 : Naya Kadam : Laxmi
- 1984 : Tandava Krishnudu
- 1984 : Tohfa : Lalita
- 1985 : Aaj Ka Dada
- 1985 : Balidaan : Uma
- 1985 : Mahaguru : Elle-même (in the song Pyar Ka Khel from a movie)
- 1985 : Masterji : Radha
- 1985 : Mera Badla
- 1985 : Oka Radha Iddaru Krishnulu : Radha
- 1985 : Pachani Kapuram
- 1985 : Prem Jyoti
- 1985 : Santham Bheekaram
- 1985 : Sarfarosh (en) : Vijaya
- 1985 : Vajrayudham
- 1986 : Aag Aur Shola : Aarti
- 1986 : Aakhree Raasta : Vinita Bhatnagar (en tant que Sri Devi)
- 1986 : Bhagwaan Dada : Bijli / Geeta
- 1986 : Dharm Adhikari : Priya (en tant que Sri Devi)
- 1986 : Ghar Sansar : Radha
- 1986 : Jadu Nagari
- 1986 : Janbaaz : Seema (Invité Appearance)
- 1986 : Jayam Manade
- 1986 : Karma : Radha
- 1986 : Khaidi Rudraiah
- 1986 : Naan Adimai Illai
- 1986 : Nagina : Rajni
- 1986 : Nashilee Jawani
- 1986 : Suhagan
- 1986 : Sultanat : Shehzadi Yasmeen
- 1987 : Aulad : Devki
- 1987 : Ek Chor Ek Hasina : Devi (en tant que Sri Devi)
- 1987 : Himmat Aur Mehanat : Jyoti
- 1987 : Jawab Hum Denge : Jyoti
- 1987 : Majaal : Sadhana
- 1987 : Mr. India : Seema Sohni
- 1987 : Nazrana : Tulsi (en tant que Sreedevi)
- 1987 : Waqt Ka Shahenshah : Kanchan Mahalaxmi (en tant que Sri Devi)
- 1987 : Watan Ke Rakhwale : Radha R. Pratap
- 1987 : Zameen
- 1988 : Aakhari Poratam : Pravallika
- 1988 : Akarshan : Elle-même
- 1988 : Ghayal Sherni : Rajni
- 1988 : Kanoon Ki Hathkadee : Kavita
- 1988 : Maharajasri Mayagadu
- 1988 : Ram-Avtar : Sangeeta 'Shano'
- 1988 : Sherni : Durga
- 1988 : Sone Pe Suhaaga : Meena
- 1988 : Waqt Ki Awaz : Lata I. Prasad
- 1989 : Chaalbaaz : Anju Das / Manju Das
- 1989 : Chaalu Pe Chaalu
- 1989 : Chandni : Chandni Mathur
- 1989 : Dil Lagake Dekho
- 1989 : Gair Kaanooni : Laxmi
- 1989 : Guru : Uma / Roma
- 1989 : Joshilaay
- 1989 : Main Tera Dushman : Jugni
- 1989 : Maut Ki Ladai
- 1989 : Mera Farz
- 1989 : Nigahen: Nagina Part II : Neelam
- 1989 : Zulm Ki Zanjeer : Mombatti

##### Années 1990
- 1990 : Attilokasundari
- 1990 : Jagadeka Veerudu Athiloka Sundari : Indraja
- 1990 : Naaka Bandi : Geeta / Seeta
- 1990 : Pathar Ke Insan : Lata Rai
- 1991 : Aadmi Aur Apsara
- 1991 : Banjaran : Reshma / Devi
- 1991 : Ennavo Nadikkaradhu
- 1991 : Farishtay : Rasbhari
- 1991 : Garajna
- 1991 : Kshana Kshanam : Satya
- 1991 : Lamhe : Pallavi / Pooja Bhatnagar
- 1992 : Aasmaan Se Gira : Forest Goddess
- 1992 : Chor Ke Ghar Chorni
- 1992 : Heer Ranjha : Heer
- 1992 : Khuda Gawah : Benazir / Mehndi
- 1992 : Laila Majnu : Laila
- 1993 : Chandra Mukhi : Chandra Mukhi
- 1993 : Govindha Govindha : Naveena
- 1993 : Gumrah : Roshni Chadha
- 1993 : Gurudev : Sunita / Priya
- 1993 : Roop Ki Rani Choron Ka Raja : Seema Soni / Shanta
- 1994 : Chaand Kaa Tukdaa : Radha (en tant que Sri Devi)
- 1994 : Gopikalyana
- 1994 : Laadla (en) : Sheetal Jetley
- 1996 : Army : Geeta
- 1996 : Devaraagam
- 1996 : Mr. Bechara : Asha / Anita
- 1996 : S.P. Parshuram
- 1997 : Judaai : Kaajal Verma (en tant que Sreedevi)
- 1997 : Kaun Sachcha Kaun Jhootha : Sapna Mathur

##### Années 2000
- 2004 : Meri Biwi Ka Jawab Nahin : Durga
- 2008 : Halla Bol : Elle-même

##### Années 2010
- 2012 : English Vinglish : Shashi Godbole
- 2013 : Bombay Talkies : Elle-même
- 2015 : Puli : Yavanaraani
- 2017 : Mom : Devki Sabarwal

#### Courts-métrages
- 1983 : SP Bhayankar

#### Télévision
Séries télévisées
- 2004 : Malini Iyer : Malini Iyer
- 2013 : The Hour : Elle-même

Téléfilms
- 1991 : Jhomma Chumma in London : Elle-même
- 2013 : Vicente Ferrer : Mujer 1

### Productrice

#### Cinéma
- 2002 : Shakti
- 2004 : Run

## Distinctions

### Prix
- 2013 - Padma Shri [14]

### Récompenses

#### Filmfare Awards
- 1977 - Prix du jury du Filmfare Award South pour 16 Vayathinile [15]
- 1981 - Filmfare Award de la meilleure actrice en tamoul pour Meendum Kokila
- 1990 - Filmfare Award de la meilleure actrice pour Chaalbaaz
- 1991 - Filmfare Award de la meilleure actrice en télougou pour Kshana Kshanam[16]
- 1992 - Filmfare Award de la meilleure actrice pour Lamhe
- 2013 - Filmfare Special Award pour Nagina et Mr India

#### Zee Cine Awards
- 2018 – Zee Cine de la meilleure actrice pour Mom

#### Filmfare Glamour & Style Awards
- 2015 – Ultimate Diva award

#### BIG Star Entertainment Awards
- 2012 – Meilleure actrice pour un film dramatique pour English Vinglish[17]

#### Tamil Nadu State Film Awards
- 1981 - Prix de la meilleure actrice pour Moondram Pirai

#### Stardust Awards
- 2013 – Stardust Award pour la meilleure actrice dans un film dramatique pour English Vinglish[18]

### Nominations
- 1976 - Filmfare Award de la meilleure actrice en tamoul pour Moondru Mudichu
- 1977 - Filmfare Award de la meilleure actrice en tamoul pour 16 Vayathinile
- 1983 - Filmfare Award de la meilleure actrice en tamoul pour Moondram pirai
- 1980 - Filmfare Award de la meilleure actrice en tamoul pour Johnny
- 1983 - Filmfare Award de la meilleure actrice pour Sadma
- 1990 - Filmfare Award de la meilleure actrice pour Chandni
- 1992 - Filmfare Award de la meilleure actrice pour Khuda Gawah
- 1993 - Filmfare Award de la meilleure actrice pour Gumrah
- 1994 - Filmfare Award de la meilleure actrice pour Laadla
- 1997 - Filmfare Award de la meilleure actrice pour Judaai

## Hommages
Le 13 août 2023, un Google Doodle lui est consacré à l'occasion du 60e anniversaire de sa naissance,.